# Doug Kershaw (album)
| Recensione              | Giudizio |
| ----------------------- | -------- |
| AllMusic                | [ 2 ]    |
| Dizionario del Pop-Rock | [ 3 ]    |

Doug Kershaw è il terzo album discografico di Doug Kershaw, pubblicato dalla casa discografica Warner Bros. Records nel marzo del 1971.

## Tracce

### LP
Lato A
1. Play, Fiddle, Play – 3:50 (Doug Kershaw, Buddy Killen)
2. Trying to Live – 2:30 (Doug Kershaw)
3. Who Needs That Kind of Friend – 3:17 (Doug Kershaw, Buddy Killen)
4. My Books and Julie – 2:49 (Doug Kershaw)
5. Mama Said Yeah – 2:48 (Red Lane, Toad Lane)
6. Colinda – 3:19 (Doug Kershaw)

Lato B
1. Battle of New Orleans – 3:28 (Jimmy Driftwood)
2. That Don't Make You No Better Than Me – 2:42 (Doug Kershaw)
3. Natural Man – 2:50 (Doug Kershaw)
4. Son of a Louisiana Man – 2:15 (Doug Kershaw)
5. You'll Never Catch Me Walking in Your Tracks – 3:16 (Doug Kershaw)

## Musicisti
- Doug Kershaw - voce, strumenti vari
- Altri musicisti non accreditati

Note aggiuntive
- Buddy Killen - produttore
- Registrazioni effettuate al Woodland Sound Studios di Nashville, Tennessee (Stati Uniti)
- Ernie Winfrey - ingegnere delle registrazioni
- Ed Thrasher - art direction e fotografie copertina album originale[5]